# ラコヴニーク - ベチョフ・ナド・テプロウ線
ラコヴニーク～ベチョフ・ナド・テプロウ線（チェコ語: Železniční trať Rakovník – Bečov nad Teplou）は、チェコ国鉄の鉄道線の名称である。路線番号は161。
1897年から1898年にかけて、帝立王立国有鉄道によって開業した。

## 運行形態
快速と普通について説明する。

### 快速「スピェシニー(Sp)」
土曜日の早朝、ラコヴニーク西駅発プラハ行が1本のみの運行する。ラコヴニーク以東は120号線に乗り入れる。
2023年度以前は平日にも運行していた。

### 普通
- ラコヴニーク - ベチョフ　　※チェコ鉄道による運行
2時間に1本程度運行する。ベチョフ方面は全線通しが多いが、ラコヴニーク方面はジルチツェで系統が分かれているケースが多く、相互の接続が考慮されたダイヤになっていない。ジルチツェ - ベチョフ間は、4時間程度間隔が空くこともある。また、ラコヴニーク～ブラトノ等には区間運転も多い他、ラコヴニーク～ラコヴニーク西間には120号線の列車が平日のみ東行片道1本、174号線の列車が西行片道2本（土曜運休、休日1本）がそれぞれ乗り入れる。
過去の運行形態
2015年以前は、夏季の休日に149号線のホルニー・スラヴコフ方面へ直通する便も運行されていた。120号線との直通は土曜日の片道1本、174号線との直通列車は一日1往復運行していた。
2016年度より、149号線との直通がなくなる。
2024年度より、120号線との直通列車が平日の運行となり、174号線との直通列車が西行のみ一日2本に変更された。

- イェセニツェ - ブラトノ - ジフレ　【平日運行】　　※チェコ鉄道による運行
一日1往復の運行。ブラトノ以西は160号線に直通する。
2024年度に運行を開始した。2024年度に限り一日3往復運行し、うち1往復はラコヴニークまで直通していた。

- ジャテツ - ラコヴニーク - ラコヴニーク西　【平日運行】　※レンダーバーン社による運行
一日3往復の運行。ラコヴニーク以東は124号線に直通する。

### 臨時列車
ルジナー - ラコヴニーク - プロチヴェツ - ボホフ間に、年1日のみ、1往復が運行する。ラコヴニーク以東は120号線に、プロチヴェツ以西はボホフ方面支線に直通する。途中、セノマティ、プショヴルキ、イェセニツェ、ブラトノ、ルベネツ駅、ヒシェに停車する。

## 駅一覧
以下では、チェコ国鉄161号線の駅と営業キロ、停車列車、接続路線などを一覧表で示す。
- 種別
  - Sp：快速
  - Os：普通
- 停車駅
  - ■印：全列車停車

| 路線名 | 駅名                           | 駅間営業キロ | 累計営業キロ | Sp | Os | 接続路線                           | 所在地               | 所在地               |
| ------ | ------------------------------ | ------------ | ------------ | -- | -- | ---------------------------------- | -------------------- | -------------------- |
| 161    | ラコヴニーク駅                 | -            | 0.0          | ■  | ■  | 120号線、126号線、162号線、174号線 | 中央ボヘミア州       | ラコヴニーク郡       |
| 161    | ラコヴニーク西駅               | 1.7          | 1.7          | ■  | ■  |                                    | 中央ボヘミア州       | ラコヴニーク郡       |
| 161    | セノマティ駅                   | 5.3          | 7.0          |    | ■  |                                    | 中央ボヘミア州       | ラコヴニーク郡       |
| 161    | シャノフ駅                     | 1.4          | 8.4          |    | ■  |                                    | 中央ボヘミア州       | ラコヴニーク郡       |
| 161    | プショヴルキ駅                 | 2.6          | 11.0         |    | ■  |                                    | 中央ボヘミア州       | ラコヴニーク郡       |
| 161    | スヴィホフ・ウ・イェセニツェ駅 | 2.3          | 13.3         |    | ■  |                                    | 中央ボヘミア州       | ラコヴニーク郡       |
| 161    | オラーチョフ駅                 | 1.7          | 15.0         |    | ■  |                                    | 中央ボヘミア州       | ラコヴニーク郡       |
| 161    | コソボディ駅                   | 2.0          | 17.0         |    | ■  |                                    | 中央ボヘミア州       | ラコヴニーク郡       |
| 161    | イェセニツェ駅                 | 4.0          | 21.0         |    | ■  |                                    | 中央ボヘミア州       | ラコヴニーク郡       |
| 161    | クルティ駅                     | 3.0          | 24.0         |    | ■  |                                    | 中央ボヘミア州       | ラコヴニーク郡       |
| 161    | ブラトノ・ウ・イェセニツェ駅   | 3.8          | 27.8         |    | ■  | 160号線                            | ウースチー州         | ロウニ郡             |
| 161    | マルムニェルジツェ駅           | 1.7          | 29.5         |    | ■  |                                    | ウースチー州         | ロウニ郡             |
| 161    | レジキ駅                       | 2.1          | 31.6         |    | ■  |                                    | ウースチー州         | ロウニ郡             |
| 161    | ルベネツ駅                     | 2.1          | 33.7         |    | ■  |                                    | ウースチー州         | ロウニ郡             |
| 161    | ルベネツ停留所                 | 1.6          | 35.3         |    | ■  |                                    | ウースチー州         | ロウニ郡             |
| 161    | リブコヴィツェ駅               | 3.0          | 38.3         |    | ■  |                                    | ウースチー州         | ロウニ郡             |
| 161    | ヒシェ駅                       | 4.0          | 42.3         |    | ■  |                                    | カルロヴィ・ヴァリ州 | カルロヴィ・ヴァリ郡 |
| 161    | プロチヴェツ駅                 | 4.9          | 47.2         |    | ■  | ボホフ方面                         | カルロヴィ・ヴァリ州 | カルロヴィ・ヴァリ郡 |
| 161    | ザーホルジツェ駅               | 1.8          | 49.0         |    | ■  |                                    | カルロヴィ・ヴァリ州 | カルロヴィ・ヴァリ郡 |
| 161    | ジルチツェ駅                   | 3.1          | 52.1         |    | ■  |                                    | カルロヴィ・ヴァリ州 | カルロヴィ・ヴァリ郡 |
| 161    | ボレク・ウ・ジルチツ駅         | 3.4          | 55.5         |    | ■  |                                    | カルロヴィ・ヴァリ州 | カルロヴィ・ヴァリ郡 |
| 161    | シチェドラー駅                 | 3.6          | 59.1         |    | ■  |                                    | カルロヴィ・ヴァリ州 | カルロヴィ・ヴァリ郡 |
| 161    | スミロフ駅                     | 5.4          | 64.5         |    | ■  |                                    | カルロヴィ・ヴァリ州 | カルロヴィ・ヴァリ郡 |
| 161    | ルホフ駅                       | 2.8          | 67.3         |    | ■  |                                    | カルロヴィ・ヴァリ州 | カルロヴィ・ヴァリ郡 |
| 161    | トウジム駅                     | 3.6          | 70.9         |    | ■  |                                    | カルロヴィ・ヴァリ州 | カルロヴィ・ヴァリ郡 |
| 161    | ポセチ駅                       | 4.9          | 75.8         |    | ■  |                                    | カルロヴィ・ヴァリ州 | カルロヴィ・ヴァリ郡 |
| 161    | オトロチーン駅                 | 3.6          | 79.4         |    | ■  |                                    | カルロヴィ・ヴァリ州 | カルロヴィ・ヴァリ郡 |
| 161    | ベチョフ・ナド・テプロウ駅     | 8.6          | 88.0         |    | ■  | 149号線                            | カルロヴィ・ヴァリ州 | カルロヴィ・ヴァリ郡 |